# Leandro Euzébio
Leandro Euzébio (Cabo Frio, 18 agosto 1981) è un ex calciatore brasiliano, di ruolo difensore.